# Muhammadiyah

Muhammadiyah

Muhammadiyah (em árabe: محمدية, os seguidores de Muhammad. nome completo: Persyarikatan Muhammadiyah) é uma das principais organizaçções não-governamentais islâmicas na Indonésia. A organização foi fundada em 1912 por Ahmad Dahlan, na cidade de Yogyakarta, como um movimento sócio-religioso reformista, defendendo o ijtihad — interpretação individual do Alcorão e da sunnah, ao contrário taqlid — a aceitação das interpretações tradicionais defendido pelo ulama. Desde a sua criação, Muhammadiyah adotou um plataforma reformista de mistura religiosa e de educação secular, principalmente como uma forma de promover a mobilidade ascendente dos muçulmanos em direcção a uma "moderna" comunidade e para purificar os locais islâmicos da Indonésia de más práticas. A organização continua a apoiar a cultura local e promover a tolerância religiosa na indonésia, enquanto algumas das suas instituições de ensino superior são atendidas principalmente por não-muçulmanos, especialmente nas províncias de Nusa Tenggara Leste e Papua. O grupo também é responsável por um grande cadeia de caridade, hospitais, e operava 128 universidades no final da década de 1990.
Actualmente, Muhammadiyah é a segunda maior organização islâmica na Indonésia, com 29 milhões de membros. Embora líderes e membros da organização Muhammadiyah são, muitas vezes, activamente envolvido na formação da política na Indonésia, Muhammadiyah não é um partido político. Esta organização tem-se dedicado a actividades sociais e educacionais.

## Actividades
Muhammadiyah é observado como uma organização muçulmana reformista. As suas principais actividades são a religião e a educação. Ela construiu escolas islâmicas em formas modernas, além da tradicional pesantren. Algumas das suas escolas também estão abertas aos não-muçulmanos. Actualmente, existem cerca de 5,754 escolas pertencentes à Muhammadiyah.
Ela também tem funcionado como uma organização de caridade. Hoje ele é dona de várias centenas de hospitais e clínicas médicas sem fins lucrativos em toda a Indonésia. Recentemente, ela tem sido activa na campanha sobre os perigos da gripe aviária na Indonésia.

## Organização
A sede nacional foi originalmente em Yogyakarta. No entanto, em 1970, as comissões que lidam com a educação, economia, saúde e bem-estar social tinham se transferido para a capital do país, Jacarta.